# Eric Steinberg
Eric D. Steinberg (nacido en Washington D. C.) es un actor estadounidense que ha interpretado el papel de padre de Emily Fields en la serie de ABC Family Pretty Little Liars.
Steinberg asistió a la Universidad de Vermont y a la Universidad de Kent en Inglaterra antes de recibir una beca en interpretación en la Universidad de California en Irvine.

## Papeles
- Mortal Kombat: Legacy - Bi-Han/Sub Zero (2013-)
- The Mentalist - Jon (Un episodio 2012)
- Torchwood - Zheng Yibao (Un episodio 2011)
- Days of Our Lives - Dr. Lee (2010–2011)
- Pretty Little Liars - Wayne Fields (2010-2014)
- Terminator: The Sarah Connor Chronicles - Alex Akagi (noviembre de 2008)
- The Unit - General Raja (Un episodio, 2007)
- Without A Trace - Ray Greene (Un episodio, 2007)
- The Young and the Restless - Ji Min Kim (septiembre de 2006 - septiembre de 2007)
- Day Break - Danny Yan, "Slim" boy (2 episodios, 2006–2007)
- Stargate SG-1 - Netan (5 episodios, 2006–2007)
- Numb3rs - ATF Agent Rho (Un episodio 2006)
- Nip/Tuck - Dr. Mugavi (Un episodio 2006)
- 24 - Agent Davis (Dos episodios 2006)
- NCIS - Marcos Siazon (Temporada 3 Episodio 8)
- Charmed - The Dogan (2005)
- CSI: Miami - Daniel Vance (2005)
- Largo - Nick Ramírez (2000)
- V.I.P. - One Wedding and Val's Funeral - Prince Jordan (1998)
- Martin - Mr. Ho (One episode 1997)
- Star Trek: First Contact - Teniente Paul Porter (1996)
- Babylon 5 - Samuel (Un episod 1996)
- Dog Watch - Bench (1996)
- Rage Of Vengeance - Sunghi (1993)
- JAG - Tony Yoshigawa